# Élections législatives de 1958 dans l'Ardèche
Les élections législatives françaises de 1958 se déroulent les 23 et 30 novembre 1958. Dans le département de l'Ardèche, trois députés sont à élire dans le cadre de trois circonscriptions.

## Élus
| Circonscription | Député élu           | Parti | Parti |
| --------------- | -------------------- | ----- | ----- |
| 1re             | André Chareyre       |       | CNIP  |
| 2e              | Louis Roche-Defrance |       | CNIP  |
| 3e              | Albert Liogier       |       | UNR   |

## Système électoral
Pour la première fois depuis 1936, les élections législatives ont lieu au scrutin uninominal majoritaire à deux tours dans des circonscriptions uninominales.
Est élu au premier tour le candidat qui réunit la majorité absolue des suffrages exprimés et un nombre de voix au moins égal au quart (25 %) des électeurs inscrits dans la circonscription. Si aucun des candidats ne satisfait ces conditions, un second tour est organisé entre les candidats ayant réuni un nombre de voix au moins égal à 5 % des suffrages exprimés. Au second tour, le candidat arrivé en tête est déclaré élu.
Le seuil de qualification, basé sur un pourcentage relativement faible des suffrages exprimés, tend à faciliter l'accès au second tour de plus de deux candidats. Les candidats en lice au second tour peuvent ainsi fréquemment être trois, un cas de figure appelé « triangulaire ». Lorsque quatre candidats s'affrontent au second tour, on parle de « quadrangulaire ».

## Résultats

### Résultats à l'échelle du département
| Parti          | Parti                                            | Premier tour | Premier tour | Second tour | Second tour | Sièges |
| Parti          | Parti                                            | Voix         | %            | Voix        | %           | Sièges |
| -------------- | ------------------------------------------------ | ------------ | ------------ | ----------- | ----------- | ------ |
|                | Centre national des indépendants et paysans      | 41 930       | 33,02        | 58 894      | 46,23       | 2      |
|                | Union pour la nouvelle République                | 19 972       | 15,73        | 23 647      | 18,56       | 1      |
|                | Modérés                                          | 8 412        | 6,62         | Retrait     | Retrait     | 0      |
|                | Droite parlementaire                             | 70 314       | 55,38        | 82 541      | 64,79       | 3      |
|                |                                                  |              |              |             |             |        |
|                | Parti communiste français                        | 25 193       | 19,84        | 27 770      | 21,80       | 0      |
|                | Section française de l'Internationale ouvrière   | 13 580       | 10,69        | 9 445       | 7,41        | 0      |
|                | Mouvement républicain populaire                  | 10 968       | 8,64         | Retrait     | Retrait     | 0      |
|                | Parti républicain, radical et radical-socialiste | 6 921        | 5,45         | 7 644       | 6,00        | 0      |
|                |                                                  |              |              |             |             |        |
| Inscrits       | Inscrits                                         | 165 828      | 100,00       | 165 806     | 100,00      | 3      |
| Abstentions    | Abstentions                                      | 36 706       | 22,13        | 36 686      | 22,13       |        |
| Votants        | Votants                                          | 129 122      | 77,87        | 129 120     | 77,87       |        |
| Blancs et nuls | Blancs et nuls                                   | 2 146        | 1,66         | 1 720       | 1,33        |        |
| Exprimés       | Exprimés                                         | 126 976      | 98,34        | 127 400     | 98,67       |        |

### Résultats par circonscription

#### Première circonscription (Privas)
La circonscription de Privas était composée des cantons de Bourg-Saint-Andéol, Chomérac, Le Cheylard, Privas, Rochemaure, Saint-Martin-de-Valamas, Saint-Pierreville, Vernoux-en-Vivarais, Villeneuve-de-Berg, Viviers et La Voulte-Sur-Rhône. Les cinq principaux candidats en lice dans cette circonscription (par ordre alphabétique) :
- André Chareyre, 57 ans, conseiller général et adjoint au maire de Chomérac lequel se présentait sous l'étiquette du CNIP ;
- Guy Fougeirol, 54 ans, maire et conseiller général de Saint-Laurent-du-Pape, portant les couleurs des Radicaux ;
- Jean Palmero, 45 ans, député SFIO sortant ;
- Pierre Piéri, 55 ans maire et conseiller général de Bourg-Saint-Andéol, ex membre de la SFIO et candidat de l'UNR ;
- Roger Roucaute, 46 ans, député sortant et patron du PCF ardéchois.

| Candidat           | Candidat           | Parti          | Premier tour | Premier tour | Second tour | Second tour |  |
| Candidat           | Candidat           | Parti          | Voix         | %            | Voix        | %           |  |
| ------------------ | ------------------ | -------------- | ------------ | ------------ | ----------- | ----------- |  |
|                    | André Chareyre élu | CNIP           | 12 729       | 27,95        | 21 457      | 46,04       |  |
|                    | Roger Roucaute     | PCF            | 10 973       | 24,1         | 12 624      | 27,09       |  |
|                    | Guy Fougeirol      | Radsoc         | 6 921        | 15,2         | 7 644       | 16,4        |  |
|                    | Pierre Pieri       | UNR            | 6 740        | 14,8         | 4 882       | 10,47       |  |
|                    | Georges Guigon     | MRP            | 4 317        | 9,48         | Retrait     | Retrait     |  |
|                    | Jean Palmero       | SFIO           | 3 859        | 8,47         | Retrait     | Retrait     |  |
|                    |                    |                |              |              |             |             |  |
| Inscrits           | Inscrits           | Inscrits       | 57 936       | 100,00       | 57 930      | 100,00      |  |
| Abstentions        | Abstentions        | Abstentions    | 11 729       | 20,24        | 10 850      | 18,73       |  |
| Votants            | Votants            | Votants        | 46 207       | 79,76        | 47 080      | 81,27       |  |
| Blancs et nuls     | Blancs et nuls     | Blancs et nuls | 668          | 1,45         | 473         | 1           |  |
| Exprimés           | Exprimés           | Exprimés       | 45 539       | 98,55        | 46 607      | 99          |  |
| Source : Data.gouv |                    |                |              |              |             |             |  |

Analyse : la grosse surprise est la non candidature du maire et conseiller général de Privas Charles Gounon (pourtant favori). Deux députés sortants se présentent dans cette 1re circonscription de l'Ardèche, Roger Roucaute et Jean Palméro mais c'est le conseiller général de Chomérac André Chareyre qui s'impose grâce aux voix du MRP avec une partie de l'électorat de Pierre Piéri au premier tour. Il est majoritaire dans les cantons de Chomérac, Le Cheylard, Privas, Saint-Martin-de-Valamas, Vernoux-en-Vivarais et Villeneuve-de-Berg alors que Roucaute est en tête sur celui de Viviers et Rochemaure. Fougeirol est vainqueur dans son fief de La Voulte et Piéri dans le sien de Bourg-Saint-Andéol.

#### Deuxième circonscription (Tournon-sur-Rhône)
La circonscription de Tournon était composée des cantons de Annonay, Lamastre, Saint-Agrève, Saint-Félicien, Saint-Péray, Satillieu, Serrières et Tournon. Les deux principaux candidats en lice dans cette circonscription (par ordre alphabétique) :
- Ferdinand Janvier, 68 ans, ancien conseiller général et ex maire d'Annonay candidat investi par la SFIO ;
- Louis Roche-Defrance, 57 ans, conseiller général de Tournon qui porte les couleurs du CNIP.

| Candidat         | Candidat                 | Parti          | Premier tour | Premier tour | Second tour | Second tour |  |
| Candidat         | Candidat                 | Parti          | Voix         | %            | Voix        | %           |  |
| ---------------- | ------------------------ | -------------- | ------------ | ------------ | ----------- | ----------- |  |
|                  | Louis Roche-Defrance élu | CNIP           | 19 853       | 46,29        | 27 602      | 68,05       |  |
|                  | Louis Servonnet          | MRP            | 6 651        | 15,51        | Retrait     | Retrait     |  |
|                  | Ferdinand Janvier        | SFIO           | 6 493        | 15,14        | 7 022       | 17,31       |  |
|                  | Adrien Lacour            | PCF            | 6 199        | 14,45        | 5 938       | 14,64       |  |
|                  | Henri Schneider          | UNR            | 3 696        | 8,62         | Retrait     | Retrait     |  |
|                  |                          |                |              |              |             |             |  |
| Inscrits         | Inscrits                 | Inscrits       | 55 857       | 100,00       | 55 853      | 100,00      |  |
| Abstentions      | Abstentions              | Abstentions    | 12 231       | 21,9         | 14 611      | 26,16       |  |
| Votants          | Votants                  | Votants        | 43 626       | 78,1         | 41 242      | 73,84       |  |
| Blancs et nuls   | Blancs et nuls           | Blancs et nuls | 734          | 1,68         | 680         | 1,65        |  |
| Exprimés         | Exprimés                 | Exprimés       | 42 892       | 98,32        | 40 562      | 98,35       |  |
| Source : Gallica |                          |                |              |              |             |             |  |

Analyse : dans cette circonscription à droite depuis 1928 et qui fut le fief d'un certain Xavier Vallat (ministre de Pétain), la victoire de Roche-Defrance n'est pas une surprise malgré la candidature de l'ancien maire et conseiller général d'Annonay Ferdinand Janvier et le candidat CNIP sera majoritaire dans tous les cantons du nord Ardèche.

#### Troisième circonscription (Largentière)
La circonscription de Largentière était composée des cantons de Antraigues, Aubenas, Burzet, Coucouron, Joyeuse, Largentière, Montpezat-sous-Bauzon, Saint-Étienne-de-Lugdarès, Thueyts, Valgorge, Vallon-Pont-d'Arc et des Vans. Les cinq principaux candidats en lice dans cette circonscription (par ordre alphabétique) :
- Henri Chaze, 44 ans, maire et conseiller général de Cruas, candidat du Parti communiste français ;
- Marius Dubois, 68 ans, ancien député d'Oran, portant les couleurs de la SFIO ;
- Albert Liogier, 48 ans, directeur du journal "L'Ardèche" et candidat de l'UNR ;
- Victor Plantevin, 58 ans, député sortant, maire et conseiller général de Burzet, candidat CNIP ;
- Paul Ribeyre, 52 ans, ancien ministre, député sortant et maire de Vals-les-Bains, soutenu par le CNIP et le MRP.

| Candidat         | Candidat           | Parti          | Premier tour | Premier tour | Second tour | Second tour |  |
| Candidat         | Candidat           | Parti          | Voix         | %            | Voix        | %           |  |
| ---------------- | ------------------ | -------------- | ------------ | ------------ | ----------- | ----------- |  |
|                  | Albert Liogier élu | UNR            | 9 536        | 24,74        | 18 765      | 46,64       |  |
|                  | Paul Ribeyre       | CNIP           | 9 348        | 24,25        | 9 835       | 24,45       |  |
|                  | Henri Chaze        | PCF            | 8 021        | 20,81        | 9 208       | 22,89       |  |
|                  | Marius Dubois      | SFIO           | 3 228        | 8,37         | 2 423       | 6,02        |  |
|                  | Pierre Jourdan     | Modérés        | 3 918        | 10,16        | Retrait     | Retrait     |  |
|                  | Lucien Coudène     | Modérés        | 2 330        | 6,04         | Retrait     | Retrait     |  |
|                  | Victor Plantevin   | Modérés        | 2 164        | 5,61         | Retrait     | Retrait     |  |
|                  |                    |                |              |              |             |             |  |
| Inscrits         | Inscrits           | Inscrits       | 52 035       | 100,00       | 52 023      | 100,00      |  |
| Abstentions      | Abstentions        | Abstentions    | 12 746       | 24,5         | 11 225      | 21,58       |  |
| Votants          | Votants            | Votants        | 39 289       | 75,5         | 40 798      | 78,42       |  |
| Blancs et nuls   | Blancs et nuls     | Blancs et nuls | 744          | 1,89         | 567         | 1,39        |  |
| Exprimés         | Exprimés           | Exprimés       | 38 545       | 98,11        | 40 231      | 98,61       |  |
| Source : Gallica |                    |                |              |              |             |             |  |

Analyse : la grosse surprise est la défaite de l'ancien ministre Paul Ribeyre (député depuis 1945) qui a fait face à une campagne de presse difficile orchestré par Albert Liogier qui verra son élection annulée à la suite d'une requête de Ribeyre en 1959. Liogier sera réélu le 12 avril 1959 avec 59,48 % contre 40,52 % pour Roger Roucaute.